# Joaquim Alberto Chissano

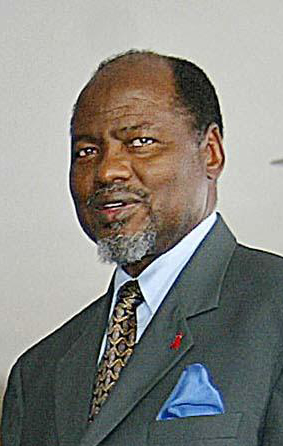
Joaquim Alberto Chissano (2004)

Joaquim Alberto Chissano [ʒu̯ɐˈkim alˈbɛrtu ʃiˈsanu] (* 22. Oktober 1939 im Dorf Malehice, Distrikt Chibuto, Provinz Gaza, Portugiesisch-Ostafrika) ist ein mosambikanischer Politiker. Er war vom 6. November 1986 bis zum 2. Februar 2005 Präsident von Mosambik.

## Leben
Chissano wuchs in einer wohlhabenden und einflussreichen Familie auf. Er besuchte das Liceu Salazar in Lourenço Marques (heute Maputo), wo er der erste schwarze Schüler gewesen sein soll. Ab 1960 studierte er Medizin in Portugal, musste aber sein Studium schon 1961 aufgrund von Repressionen durch die Geheimpolizei PIDE abbrechen.
Er war Mitbegründer der FRELIMO. Von der portugiesischen Kolonialmacht verfolgt, ging er nach Paris, wo er erneut studierte. 1974 war er an der Aushandlung des Abkommens für die Unabhängigkeit beteiligt, bis zur Unabhängigkeit Mosambiks 1975 amtierte er als Premierminister der kurzzeitige Übergangsregierung des Landes. Danach wurde er Außenminister der neu gegründeten Volksrepublik Mosambik im Kabinett Machel I.
Als Nachfolger Samora Machels, der bei einem Flugunfall in den Lebombobergen starb, wurde er 1986 Parteichef und Staatspräsident. In jener Zeit herrschte der Mosambikanische Bürgerkrieg. Chissano führte Verhandlungen mit den RENAMO-Rebellen, die 1992 zum Friedensschluss führten. Er sorgte 1990 auch für eine neue Verfassung, die den Weg für Mehrparteienwahlen und freien Markt ebnete, und verbesserte die Beziehungen zu Südafrika.
Bei den Wahlen im Jahr 1994 wurde er im Amt bestätigt und auch 1999 wiedergewählt. 2004 kandidierte er nicht mehr, sein Nachfolger wurde Armando Guebuza. Im Juli 2003 wurde er für ein Jahr zum Präsidenten der Afrikanischen Union gewählt.
Seit 2005 vertritt Joaquim Chissano als Non-Executive-Direktor das südafrikanische Bergbauunternehmen African Rainbow Minerals. Ferner dient er in der Funktion eines Stellvertretenden Vorsitzenden und Direktors dem aus Kanada stammenden und in Kapstadt angesiedelten Bergbauunternehmen TEAL Exploration and Mining Inc., woran African Rainbow Minerals als Mehrheitsaktionär beteiligt ist. Zudem ist er als Direktor (Independent non-executive director) bei dem südafrikanischen Goldbergbauunternehmen Harmony Gold tätig. Alle diese Unternehmen werden von Patrice Motsepe geführt.

## Ehrungen
2007 wurde er als erster afrikanischer Ex-Staatschef mit dem Mo-Ibrahim-Preis für gute Regierungsführung ausgezeichnet. Er habe zur Beendigung des Bürgerkrieges beigetragen, die Demokratisierung und die wirtschaftliche Entwicklung vorangetrieben. Es handelt sich um die nach Angaben der Stiftung lukrativste Auszeichnung der Welt. Über zehn Jahre werden an den Preisträger 5 Millionen Dollar, darauf folgend bis an das Lebensende jährlich 200.000 Dollar ausgezahlt. 2009 wurde Chissano mit Osttimors höchster Auszeichnung geehrt, dem Grande Collar des Ordem de Timor-Leste.
2015 erhielt er den Nord-Süd-Preis des Europarates. 2018 erhielt er den südafrikanischen Order of the Companions of OR Tambo.